# David Pirri
David Almazán Abril, plus connu sous le nom de David Pirri, né le 12 février 1974 à Sabadell (province de Barcelone, Espagne), est un footballeur espagnol qui jouait au poste de milieu de terrain. Il s'est ensuite reconverti en entraîneur.

## Biographie

### Joueur
Depuis tout petit, il est surnommé "Pirri" en référence à Pirri, joueur du Real Madrid.
En 1988, alors âgé de 14 ans, David Pirri rejoint La Masia, le centre de formation du FC Barcelone. Il commence la saison 1992-1993 avec les juniors, puis après un bref passage par le FC Barcelone C, il rejoint le FC Barcelone B au milieu de la saison. Il joue jusqu'en 1995 avec l'équipe réserve qui milite en deuxième division. Durant cette période, l'entraîneur Johan Cruyff lui fait jouer plusieurs matches amicaux avec l'équipe première et un seul match officiel, le 15 novembre 1994 face à l'UE Figueres lors d'un match comptant pour la Copa Catalunya.
Lors de l'été 1995, il rejoint le CP Mérida, alors que le club débute en première division. David Pirri réalise ses débuts en D1 le 24 septembre 1995, face au SD Compostela. Pirri reste à Mérida jusqu'en 1999.
En 1999, il signe avec le Deportivo La Corogne, mais il est aussitôt prêté à l'UD Las Palmas. La saison suivante, il est prêté au CD Numancia (D1), puis en 2001 au Sporting de Gijón (D2).
En juillet 2002, il signe un contrat de trois ans avec le Real Saragosse, où il devient titulaire. Au cours de ces trois ans, le club monte en D1 et remporte la Coupe et la Supercoupe d'Espagne en 2004.
En juillet 2005, il rejoint l'Albacete Balompié en D2. En 2006, il retourne au CP Mérida, en Segunda División B (D3).
Il joue ensuite une dernière saison avec le CE Sabadell (saison 2007-2008).
Le bilan de la carrière de David Pirri en championnat s'élève à 97 matchs en première division (0 but), 202 matchs en deuxième division (11 buts), et 54 matchs en troisième division (2 buts).

### Entraîneur
David Pirri commence sa carrière d'entraîneur au sein des équipes de jeunes du CE Sabadell. En novembre 2009, il est appelé à prendre les rênes de l'équipe première à la suite du limogeage de Ramón Moya.
À partir de 2014, il entraîne le Terrassa FC. Il est limogé le 11 janvier 2016.

## Palmarès
- Champion d'Espagne de D2 en 1997 avec le CP Mérida et en 2000 avec l'UD Las Palmas
- Vainqueur de la Coupe d'Espagne en 2004 avec le Real Saragosse
- Vainqueur de la Supercoupe d'Espagne en 2004 avec le Real Saragosse